# Gymnographopsis
Gymnographopsis — рід лишайників родини Graphidaceae. Назва вперше опублікована 1967 року.